# Roland van Benthem
Roland van Benthem (* 24. února 1968, Emmeloord) je nizozemský politik a bývalý úředník. Jako člen Lidové strany pro svobodu a demokracii (Volkspartij voor Vrijheid en Democratie) je v současné době starostou Eemnes.

## Biografie
Roland Van Benthem, vystudovaný jako autorizovaný účetní, pracoval pro daňovou a celní správu, na ministerstvu financí i na ministerstvu zahraničních věcí a v kanceláři královny.
V letech 1994 až 2005 působil jako radní v Zeist, což je obec v provincii Utrecht. Od roku 2004 do roku 2007 byl členem zemské rady v provincii Utrecht. Dne 1. září 2005 se stal starostou obce Eemnes, která je také obcí provincie Utrecht.
Jako homosexuál byl v letech 2001 až 2004 pokladníkem LGBT organizace COC Nederland.

## Vyznamenání
- Řád Oranžsko-Nasavských, 2007